# Ihor Skoczylas
Ihor Jarosławowycz Skoczylas (ur. 5 kwietnia 1967 w Cyganach, zm. 20 grudnia 2020) – ukraiński historyk.

## Życiorys
Absolwent Lwowskiego Uniwersytetu Narodowego im. Iwana Franki. Od 1999 wykładowca Ukraińskiego Uniwersytetu Katolickiego we Lwowie. Zajmował się dziejami kościołów wschodnich na terenie ziem ruskich Rzeczypospolitej.

## Wybrane publikacje
- Українська церква на Борщівщині та інші сторінки національного відродження краю, (1992).
- Поштовий комітет Угіди у суспільно-політичному житті Борщівщини середини 20-х – кінця 30-х рр. XX ст., (1995).
- Генеральні візитації Київської унійної митрополії XVII – XVIII століть, (2004).

### Publikacje w języku polskim
- Sobory eparchii chełmskiej XVII wieku: program religijny Slavia Unita w Rzeczypospolitej, przeł. Andrzej Gil, Lublin: Instytut Europy Środkowo-Wschodniej 2008.
- (współautor: Andrzej Gil), Przed wielkim podziałem: prawosławna metropolia kijowska do 1458 roku, Lublin: Instytut Europy Środkowo-Wschodniej – Lwów: Ukraiński Uniwersytet Katolicki. Wydział Humanistyczny 2013.
- (współautor: Andrzej Gil), Kościoły wschodnie w państwie polsko-litewskim w procesie przemian i adaptacji: metropolia kijowska w latach 1458–1795, Lublin – Lwów: Instytut Europy Środkowo-Wschodniej 2014.